# Bronisław Maj
Bronisław Ignacy Maj (ur. 19 listopada 1953 w Łodzi) – polski poeta, eseista, scenarzysta, krytyk literacki, tłumacz, felietonista i satyryk, sporadycznie aktor, autor tekstów piosenek, konferansjer. Współzałożyciel krakowskiego Teatru KTO. Doktor nauk humanistycznych, wykładowca Uniwersytetu Jagiellońskiego a następnie Akademii Sztuk Teatralnych w Krakowie. Działacz opozycji demokratycznej w okresie PRL. W 1984 laureat Nagrody Fundacji im. Kościelskich.
Debiutował wierszem na łamach miesięcznika „Poezja” w 1970 roku. Wydał kilkanaście książek poetyckich, począwszy od Wierszy w 1980. Jego twórczość tłumaczona była m.in. na angielski, francuski, hiszpański, włoski, niemiecki, szwedzki, rosyjski i hebrajski. W 2003 nakładem Znaku ukazał się autorski wybór jego wierszy Elegie, treny, sny.

## Życiorys
Urodził się w Łodzi. Tam ukończył XV Liceum Ogólnokształcące. W 1972 przeniósł się na stałe do Krakowa. W 1977 ukończył filologię polską na Uniwersytecie Jagiellońskim. W tym samym roku wraz z grupą kolegów ze studiów, m.in. Jerzym Zoniem, Adolfem Weltschkiem i Bogdanem Rudnickim założył Teatr KTO. Zagrał i był współautorem scenariusza do jego pierwszej poważnej i głośnej produkcji – Ogrodu rozkoszy. Na początku lat 80. ekipa KTO otrzymała główną nagrodę Festiwalu Teatrów Debiutujących START. Maj jako aktor grupy brał z nią udział w objazdach po Polsce. Mieszkał w Domu Literatów przy ulicy Krupniczej 22. Jeszcze w czasie studiów blisko zaprzyjaźnił się z Marianem Stalą i Jerzym Pilchem.
W 1979 podjął pracę w Katedrze Historii Literatury Polskiej XX wieku na Wydziale Polonistyki UJ. W 1988 uzyskał stopień doktora nauk humanistycznych.
W 1981 był szefem działu kultury w dwutygodniku „Student”. Od stanu wojennego był objęty zakazem druku. Działał w podziemiu wydawniczym, między innymi w redakcji „Arki”. Został dwukrotnie nagrodzony Nagrodą Kulturalną podziemnej „Solidarności” (w 1983 i 1984). W 1984 otrzymał również Nagrodę Fundacji im. Kościelskich. Władze uniemożliwiły mu jej osobisty odbiór w Genewie, odmawiając wydania paszportu. Nie pomogła nawet osobista interwencja rektora UJ Józefa Gierowskiego. W 1995 Maj otrzymał Nagrodę PEN Clubu.
W 1983 założył i objął funkcję redaktora naczelnego niezależnego pisma mówionego „NaGłos”. Jego działalność opierała się na organizowaniu w Krakowie spotkań z autorami i tworzeniu przestrzeni do dyskusji. Od grudnia 1983 do końca 1989 odbyły się 24 spotkania „NaGłosu”. W 1989 czasopismo przekształciło się w kwartalnik drukowany, który wydawany był w latach 1990–1997.
W swojej twórczości poetyckiej Maj często koncentruje się na tematyce metafizycznej, odstępuje jednak od tradycyjnej liryki religijnej. Jego utwory były tłumaczone (m.in. przez Czesława Miłosza, Roberta Hassa, Stanisława Barańczaka, Clare Cavanagh, Karla Dedeciusa, Andersa Bodegårda) na angielski, francuski, hiszpański, włoski, niemiecki, niderlandzki, flamandzki, szwedzki, rosyjski, hebrajski, czeski, słowacki, bułgarski, węgierski, litewski, słoweński, serbsko-chorwacki, białoruski, wietnamski i albański.
Zajmował się również krytyką literacką. W 1992 opublikował książkę Biały chłopiec o poecie Tadeuszu Gajcym. Pisał dla teatru i opery – w 2003 Teatr Narodowy w Warszawie wystawił Żaby Arystofanesa w jego parafrazie, a w 2001 Teatr Wielki operę Zielone Drzewo Życia. W 2002 za scenariusz do filmu Angelus otrzymał nominację do Polskiej Nagrody Filmowej Orzeł. Był felietonistą „Gazety Wyborczej” i „Rzeczpospolitej” (wybór Kronika wydarzeń artystycznych, kulturalnych, towarzyskich i innych z przedmową Wisławy Szymborskiej ukazał się w 1997) oraz „Charakterów” i „Miesięcznika Kapitałowego”.
Tworzył teksty piosenek, m.in. dla Grzegorza Turnaua (Nawet – teksty utworów Sancho, Leśmian i Na połowie czasu), oraz do muzyki Zygmunta Koniecznego, Andrzeja Zaryckiego, Stanisława Radwana, Jana Kantego Pawluśkiewicza.
Sporadycznie występował na deskach teatru. W 2006 zagrał we Fragmencie dramatycznym II według Samuela Becketta w Teatrze im. Słowackiego w Krakowie.
Jest członkiem współzałożycielem Stowarzyszenia Pisarzy Polskich oraz członkiem PEN Clubu i Polskiej Akademii Filmowej.
Zasłynął jako osobowość sceniczna wcielając się w Panią Lolę, fikcyjną bohaterkę zainspirowaną postacią Karoliny Surówki, wieloletniej szatniarki Domu Literatów przy Krupniczej. Pani Lola zadebiutowała przed szeroką publicznością w 1999, w programie z okazji obchodów 40-lecia wydawnictwa Znak, gdzie Maj kilkakrotnie pojawił się na scenie „w niebieskim chałacie, czerwonej chustce na głowie, z siatką, w filcowych butach – i żonglując tytułami dzieł, cytatami, biografią ich twórców, opowiadał, jak to oni się w niej kochali”. Pointą każdego z wejść było stwierdzenie: „Ale ze wszystkich poetów to ja się najwięcej w panu Maju kochałam...”. Od 2001 roku na antenie RMF FM prowadził program Spółdzielnia Usług Literackich Szatnia, w którym przedstawiał m.in. dalsze przygody Pani Loli.
Od 2011 organizuje festiwal Krakowska Noc Poezji, w ramach której od 2014 r. przewodniczy kapitule Konkursu na Książkowy Debiut Poetycki im. Anny Świrszczyńskiej (imię Anny Świrszczyńskiej patronuje konkursowi od 2015 r.), którego był pomysłodawcą. W latach 2014–2015 przygotował i prowadził Narodowe Czytania polskiej klasyki. Od 2015 jest członkiem Rady Literatury przy Prezydencie Miasta Krakowa. W listopadzie 2015 otrzymał Nagrodę Miasta Krakowa. Od 2016 roku zasiada w jury Nagrody Poetyckiej im. K.I. Gałczyńskiego Orfeusz.
Wraz z Dorotą Segdą i Jackiem Romanowskim Maj był współautorem słuchowiska Jacyś złośliwi bogowie zakpili z nas okrutnie opartego na korespondencji Wisławy Szymborskiej i Zbigniewa Herberta, którego premiera odbyła się 10 grudnia 2018 roku w Radiu Kraków. W maju 2019 roku słuchowisko otrzymało Nagrodę im. Ireny i Tadeusza Byrskich za „spektakl radiowy wykorzystujący potencjał lokalnego środowiska artystycznego”.

### Postępowanie w sprawie obrazy uczuć religijnych
W lutym 2016 został przesłuchany przez policję w związku z wystawieniem satyrycznego widowiska Neomonachomachia. Sztuka, według tekstu Maja i w reżyserii Jerzego Zonia, została zaprezentowana w ramach Nocy Poezji na Rynku Głównym w Krakowie 3 października 2015. Inspirowana była poematem heroikomicznym Monachomachia, czyli Wojna mnichów (1778) Ignacego Krasickiego i, w mniejszym stopniu, powieścią poetycką Konrad Wallenrod (1828) Adama Mickiewicza. Kilkanaście osób zakłócało pokaz na Rynku gwiżdżąc i skandując „Precz z komuną!”. We współpracy z fundacją Reduta Dobrego Imienia do prokuratury wniesiono zawiadomienie o możliwości popełnienia przestępstwa obrazy uczuć religijnych przez autorów przedstawienia. Maj odpierał zarzuty twierdząc, że „Neomonachomachia w sposób właściwy satyrze broni nadużywanych przez uczestników sceny politycznej wartości”. Złożenie zawiadomienia oraz dochodzenie w tej sprawie w ironiczny sposób skomentował Jerzy Vetulani: „Mickiewicz, Krasicki i Maj obrazili uczucia religijne Reduty. Dwóch pierwszych dosięgnął gniew boży, Maj odpowie przed prokuratorem”. W geście solidarności z oskarżonym Stanisław Stabro zadedykował mu napisany w marcu 2016 wiersz Mówią, że ciebie już nie ma, będący deklaracją woli walki o silną wspólnotę europejską w obliczu kryzysu. Kilka miesięcy później prokuratura umorzyła śledztwo.

## Twórczość

### Poezja
- 1980: Wiersze, Warszawa, wydawnictwo NOWA;
- 1981: Taka wolność. Wiersze z lat 1971–1975, Warszawa, Młodzieżowa Agencja Wydawnicza;
- 1981: Wspólne powietrze (1978–1979), Kraków, Wydawnictwo Literackie (Nagroda Fundacji im. Kościelskich w 1984);
- 1986: Album rodzinny, Kraków, wydawnictwo Oficyna Literacka;
- 1986: Zagłada Świętego Miasta, Londyn, wydawnictwo Puls;
- 1986: Zmęczenie, Kraków, wydawnictwo Znak;
- 1994: Światło, Kraków, Znak;
- 2003: Elegie, treny, sny, Kraków, Znak;
- 2007: Gołębia, Krupnicza, Bracka, Śródmiejski Ośrodek Kultury w Krakowie;
- 2022:  „…twój czas minął – już jesteś…”. Mgnienie. 69 wierszy, Kraków, Universitas[19]. Wybór wierszy Bronisława Maja autorstwa Jerzego Pilcha.

### Krytyka literacka
- 1992: Biały chłopiec. O poezji Tadeusza Gajcego, Kraków, Oficyna Literacka.

### Opracowania
- 2019: Anioł biały. Wiersze Krzysztofa Kamila Baczyńskiego. Wiersze, redakcja i wstęp: Bronisław Maj. Kraków, Wydawnictwo Universitas.

### Felietony
- 1997: Kronika wydarzeń artystycznych, kulturalnych, towarzyskich i innych (zbiór), Kraków, Wydawnictwo Literackie.

## Nagrody i odznaczenia
- Nagroda Festiwalu Teatrów Debiutujących Start (wraz z zespołem Teatru KTO, lata 80.)
- Nagroda Kulturalna podziemnej „Solidarności” (1983; 1984)[1]
- Nagroda Fundacji im. Kościelskich (1984)
- Nagroda PEN Clubu za twórczość poetycką (1994)[20]
- Nominacja do Polskiej Nagrody Filmowej Orzeł za scenariusz do filmu Angelus (2002)[5]
- Nagroda Miasta Krakowa (2015)[12]
- Nagroda im. Ireny i Tadeusza Byrskich za słuchowisko Jacyś złośliwi bogowie zakpili z nas okrutnie (wraz z Dorotą Segdą i Jackiem Romanowskim; 2019)[13]
- Krzyż Wolności i Solidarności (2022)[21]
- Krzyż Komandorski Orderu Odrodzenia Polski (2022)[22]

## Odniesienia w kulturze
Poeta Janusz Szuber zadedykował Bronisławowi Majowi wiersz pt. Stan skupienia, wydany w tomikach poezji pt. Okrągłe oko pogody z 2000 oraz pt. Pianie kogutów z 2008.
Przy wejściu do kawiarni Nowa Prowincja w Krakowie (w której Bronisław Maj regularnie bywa) od marca 2014 znajduje się Domofon poezji, na którym można odtworzyć nagranie poety czytającego własny wiersz.